# Острогожский гусарский полк
Острогожский гусарский полк — армейское формирование (гусарский полк) Вооружённых сил Российской империи.
Полк сформирован 3 марта 1765 года на основе Острогожского слободского полка. 29 ноября 1796 года расформирован.

## История
- до 1765 года — Острогожский слободской полк Русского войска и армии, с 1700 года принимал деятельное участие в Северной войне.
- с 1765 года — полевой Острогожский гусарский полк, 6-ти эскадронного состава.

Острогожский полевой гусарский полк был основан на базе Острогожского слободского казачьего полка. С первых дней переформирования возникли трудности с пополнением личным составом. Старая казачья старшина не стремилась переходить в новое формирование и всячески препятствовала переходу в него рядовых казаков.
На пополнение новых «слободских» гусарских полков пошли по два сокращенных эскадрона от «старых» полевых гусарских полков Сербского, Венгерского, Грузинского, а также эскадроны расформированных Молдавского и Слободского полков.
В сентябре 1768 года Османская империя (Турция) открыто поддержала польско-литовскую республику, которые подняли восстание против российских войск, находившихся в Польше, и 14 октября объявила войну России. Российским властям пришлось срочно формировать новые армии для войны против Турции. Ахтырский, Острогожский и Харьковский гусарские полки в ноябре 1768 года были назначены в состав 1-й армии под командованием генерал-аншефа князя А. М. Голицына, формировавшейся у Киева и предназначавшейся для захвата турецкой крепости Хотин.
К началу апреля армия А. М. Голицына была собрана и 5 апреля 1769 года получила приказ выступать к границам Османской империи (Турции) в Заднепровский край.
- в 1783 году в составе Украинской конницы корпуса ландмилиции (включены Ахтырский, Воронежский, Изюмский, Острогожский, Сумский, Украинский и Харьковский гусарские полки).
- с 26 февраля 1784 года — Острогожский легкоконный полк (как и все гусарские полки Украинской конницы переименованы в легкоконные полки)[3].
- 29 ноября 1796 года расформирован.

Личный состав расформированных Острогожского и Павлоградского легкоконных полков составил вновь сформированный гусарский генерал-лейтенанта Боура полк 10-ти эскадронного состава. Впоследствии — Павлоградский гусарский полк.

## Командир
- Сатин, полковник (1768—1774)

## Знамённый герб
По заданию Военной коллегии, в 1775 году, был составлен новый (по сравнению со Знаменным гербовником Миниха) знаменный гербовник. Основную работу по составлению гербовника взял на себя герольдмейстер князь М. М. Щербатов. Поэтому гербовник получил в литературе название «Гербовник Щербатова». В Гербовнике содержались изображения 35 гербов для знамён новых русских полков, в том числе «Острогожского». Знамённый герб — в зелёном щите золотой пшеничный сноп (позднее стал городским гербом).

## Галерея
- Обер-офицер Острогожского Гусарского полка, с 1776 по 1783 г.
- Унтер-офицер Острогожского Гусарского полка, с 1776 по 1783 г.
- Рядовой (гусар) Острогожского Гусарского полка, с 1765 по 1776 год.